# Passing Ends
Passing Ends è il sesto EP del gruppo musicale Man Overboard, pubblicato il 28 ottobre 2014.

## Tracce
1. Twenty Years – 2:28
2. Passing Ends – 2:51
3. Stood Up – 2:45
4. Secret Pain (acustica) – 3:00
5. For Vince – 2:53

Durata totale: 13:57

## Formazione
- Zac Eisenstein — voce, chitarra
- Nik Bruzzese — voce, basso
- Wayne Wildrick — chitarra
- Justin Collier — chitarra
- Joe Talarico — batteria